# Wikipédia en oromo
Wikipédia en oromo (en oromo : Oromoo Wikipedia) est l’édition de Wikipédia en oromo, langue chamito-sémitique parlée principalement en Éthiopie, ainsi qu'au Kenya. L'édition est lancée en décembre 2002, mais dans les faits en juillet 2005. Son code est : om.
Au 20 mars 2025, l'édition en oromo contient 1 925 articles et compte 12 141 contributeurs, dont 17 contributeurs actifs et 1 administrateur.

## Présentation

Aire de diffusion de l'oromo.

## Statistiques
- Le 13 mars 2015, l'édition en oromo compte 653 articles et 3 716 utilisateurs enregistrés[3], ce qui en fait la 242e[4] édition linguistique de Wikipédia par le nombre d'articles et la 264e[5] par le nombre d'utilisateurs enregistrés, parmi les 287 éditions linguistiques actives.
- Le 23 octobre 2022, elle contient 1 100 articles et compte 9 640 contributeurs, dont 20 contributeurs actifs et 1 administrateur.
- Le 24 septembre 2024, elle contient 1 868 articles et compte 11 681 contributeurs, dont 17 contributeurs actifs et 1 administrateur.